# Godefroi Cavaignac

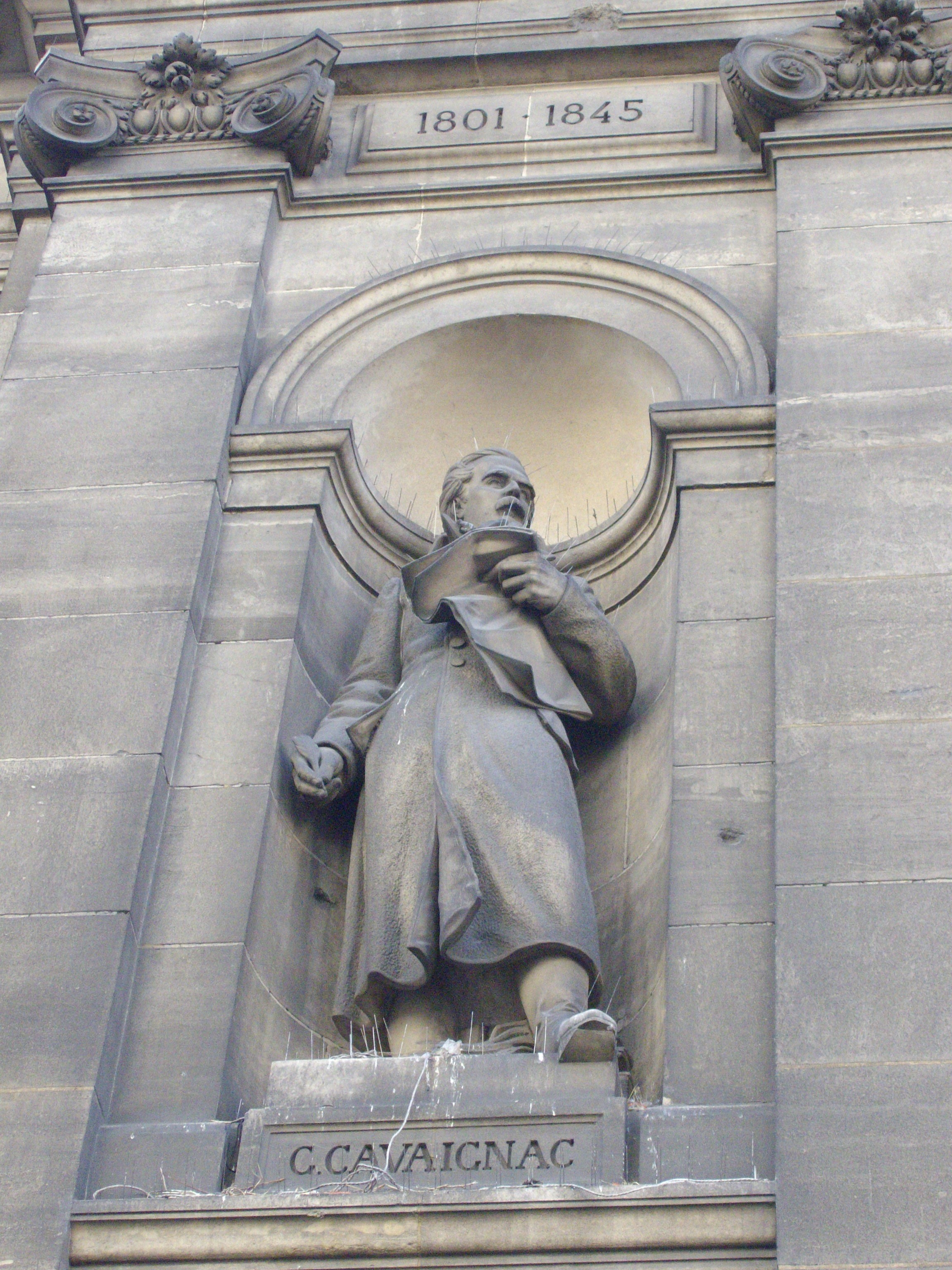
Godefroi Cavaignac.

Éléonore-Louis Godefroi Cavaignac, född 1801, död 5 maj 1845, var en fransk revolutionär. Han var son till Jean-Baptiste Cavaignac och bror till Louis-Eugène Cavaignac.
Cavaignac uppfostrades i en republikansk miljö, deltog i julirevolutionen och utvecklade under julimonarkin en livlig revolutionär och republikansk propaganda som ledare för Société des amis du peuple och Société des droits de l'homme. Han var invecklad i oroligheterna i Paris 1832 och 1834, och måste därför ta sin tillflykt till England 1835–1841.